# Morrigan

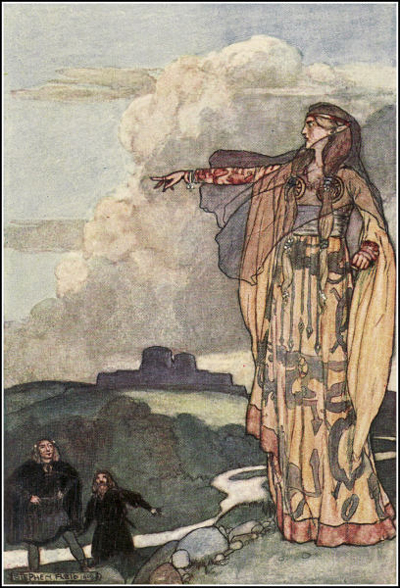
I vissa medeltida berättelser är Morrigan en del av gruppen av tre krigsgudinnor, tillsammans med gudinnor Bodb och Macha, eller ibland Nemain. Här en illustration av Stephen Reid, The Boys ' Cuchulainn, Eleanor Hul 1904 där Macha förbannade män i Ulster.

Morrigan var en gåtfull stridsgudinna i den irländska, keltiska mytologin.
Morrigan framträder som en kuslig och skräckinjagande gestalt som både kunde uppmuntra hjältar i strid och ingjuta skräck i deras fiender. Morrigan uppträder både som en ensam gudinna eller som en trio av gudinnor. På slagfälten kunde hon manifestera sig som en kråka/korp vilken flög över krigarnas huvuden. Flög tre kråkfåglar över krigarna, ansågs detta förebåda en lätt seger. Inom konsten och anglosaxisk heraldik förekommer begreppet, Morrigans märke, i.e "Mark of the Morrighan" och då avses vanligen tre på rad ställda kråkfåglar. Detta kan ha varit ett sätt att sammanlänka kristendom och hedendom då treenigheten även förekommer inom Kristendomen. Fader, Sonen och den Helige Ande.
Det har gjorts försök av vissa moderna författare av skönlitteratur att sammankoppla den Arturianska karaktären Morgan le Fay med Morríganen. Andra forskare anser att Morrigan snarare var en form av magi utövad av den tidens kvinnor. Här skulle helande ritualer vid skador, lindring vid barnfödslar och magiskt skydd åt stammens krigare ha ingått. Det är inte uteslutet att dessa kvinnor kan ha samverkat med druider och varit jämbördiga med dessa. Tidiga kristna missionärer kan ha uppfattat dem som häxor.